# Tortelli di zucca di Villanova de Bellis
I tortelli di zucca di Villanova de Bellis sono un primo piatto tradizionale della cucina mantovana, tipico del territorio di San Giorgio Bigarello (quando ancora il nome era San Giorgio di Mantova), che ha acquisito dal 2017 lo stato di "De.C.O." (Denominazione comunale d'origine).
L'impasto, composto da zucca (preferibilmente di varietà Delica o simile), mostarda di Mantova, grana padano DOP, amaretti di mandorla,  noce moscata, pangrattato, sale, pepe, scorza di limone, viene inserito in un involucro di sfoglia all'uovo. Dopo la bollitura, i tortelli vengono conditi con burro fuso in tegame, aromatizzato con salvia, versato direttamente nel piatto ed aggiunto di abbondante grana grattugiato. 